# Barbinolla indignata
Barbinolla indignata är en insektsart som först beskrevs av Melichar 1951.  Barbinolla indignata ingår i släktet Barbinolla och familjen dvärgstritar. Inga underarter finns listade i Catalogue of Life.